# Réacteurs nucléaires de l'United States Navy

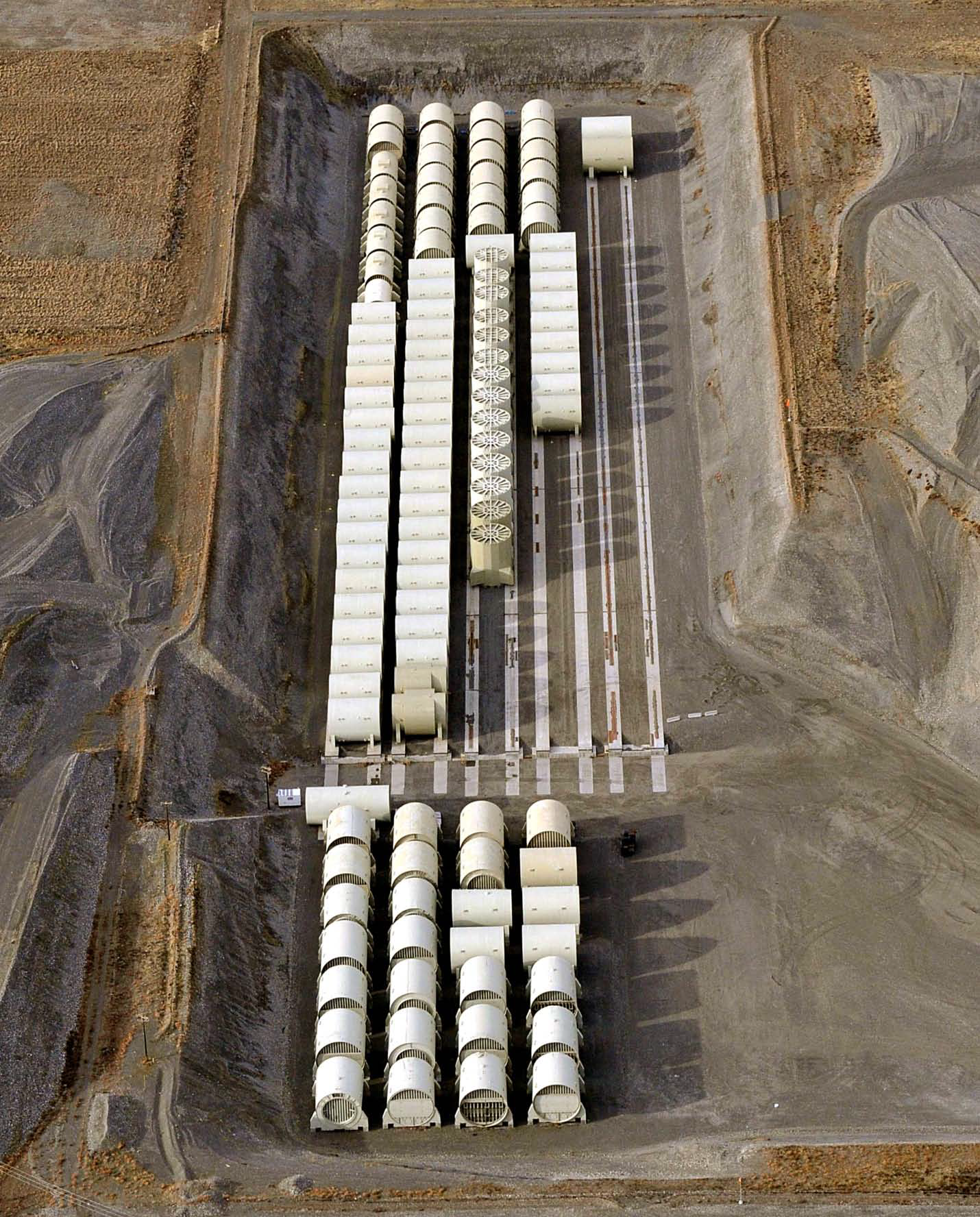
Site de stockage des réacteurs nucléaires de la Navy au laboratoire nucléaire de Hanford, nommé tranchée 94, dans l'État de Washington en novembre 2009.

Les réacteurs nucléaires de l'United States Navy sont les réacteurs nucléaires à eau pressurisée utilisés par la marine américaine pour fournir la propulsion ainsi que l'électricité nécessaires au bon fonctionnement des navires sur lesquels ils sont embarqués. Ils peuvent également servir au fonctionnement des catapultes sur les porte-avions ainsi qu'à d'autres usages mineurs. Ces réacteurs fonctionnent grâce à la présence d'une centrale électrique embarquée.
Il n'y a plus, depuis le retrait de l'USS Dolphin en 2007 de grands sous-marins en service dans la marine américaine à fonctionner grâce à une propulsion conventionnelle : ils sont tous alimentés par des réacteurs nucléaires. Il en va de même pour les porte-avions depuis le retrait du service de l'USS Kitty Hawk (CV-63) en 2009.
Ces réacteurs sont gérés par le service des Naval Reactors et sont développés par un grand nombre de laboratoires, comme le laboratoire de Bettis à West Mifflin, en Pennsylvanie, la Naval Reactors Facility (en) dans l'Idaho, le Knolls Atomic Power Laboratory (en) à Niskayuna ou encore le laboratoire Kesselring à West Milton.

## Désignations
Chaque réacteur est désigné par un acronyme à trois caractères :
- Une lettre désignant le type de navire sur lequel le réacteur est embarqué : « A » pour porte-avions (Aircraft Carrier), « C » pour croiseur (Cruiser), « D » pour destroyer (Destroyer) et « S » pour sous-marin (Submarine) ;
- Un chiffre indiquant le numéro de la génération pour le fabricant ;
- Une lettre désignant le constructeur du réacteur : « W » pour Westinghouse, « G » pour General Electric, « C » pour Combustion Engineering et « B » pour Bechtel.

Par exemple, le réacteur S3W indique qu'il s'agit d'un réacteur embarqué sur sous-marin (S), de la troisième génération (3) du fabricant Westinghouse.

## Liste des réacteurs

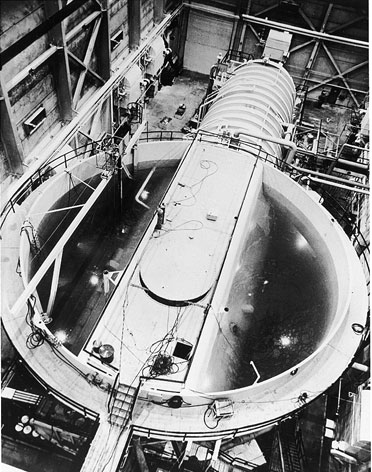
Prototype a terre du réacteur S1W qui équipe le sous-marin USS Nautilus (SSN-571), le premier bateau a propulsion nucléaire de l'Histoire. Il est construit au Naval Reactors Facility, aujourd'hui dans le Laboratoire national de l'Idaho.

Depuis le lancement de l'USS Gerald R. Ford (CVN-78) en 2014, la Navy a utilisé un total de 28 types de réacteurs nucléaires.

## Fin de vie
Les réacteurs nucléaires provenant des bateaux retirés du service sont découpés et placés dans des containers à haute intégrité d'une durée de vie de 300 ans dans la tranchée 94 du complexe nucléaire de Hanford depuis 1990. 136 containers sont visibles en décembre 2023, une cinquantaine devant s'ajouter d'ici 2043.

## Sources
- (en) US Navy Propulsion Systems sur le site de la Federation of American Scientists
- (en) Nuclear Attack Submarines sur le site CombatIndex.com